# Zarza Capilla
Pour les articles homonymes, voir Zarza et Capilla (homonymie).
Zarza Capilla est une commune d’Espagne, dans la province de Badajoz, communauté autonome d'Estrémadure.